# Клидзейс, Янис
Я́нис Кли́дзейс (латыш. Jānis Klīdzējs; 6 мая 1914, Сакстагальская волость Режицкого уезда — 2 мая 2000, Калифорния, США) — латышский и латгальский писатель. Почётный член Латвийской академии наук.

## Биография

### Детство
Детство провел между двумя родовыми домами - Курпниеками в Вилянской волости и Упмалями в посёлке Лиужа Кантиниекской волости. Позднее в жизни подчёркивал, что родом из волости Франца и Йекаба Трасунов, а также Винцента Томашуна. В 1923 году, в возрасте 8 лет, начал посещать Сакстагальскую основную школу (сейчас - основная школа имени Я.Клидзейса).

### Образование
В 1933 году окончил Резекненское коммерческое училище. Затем, с целью помочь Латгальским крестьянам, изучал сельскохозяйственные науки в Латвийском университете.
Во время учёбы Клидзейс столкнулся с серьёзными материальными проблемами, поэтому учёбу не окончил.

### Эмиграция
После оккупации Латвии в Рождестве 1940 года женился на Эмилии Свилане, с которой познакомился ещё в 1937 году. Женился он, думая что может быть выслан, и женясь, он хотел с ней остаться. Депортации семью Клидзейсов не затронули, но в 1944 году вместе с женой ему пришлось отправиться в тримду. Сначала Клидзейс попал в Германию, в 1950 году перебрался в США, где жил сначала в Чикаго, а после 1953 года в Калифорнии. Поначалу Клидзейс занимался тяжелой физической работой - засаливал огурцы, обрезал ветки деревьев. Параллельно учился в  университете в Беркли, где в 1957 году получил степень магистра в клинической социологии. Следующие 20 лет, до пенсии в 1977 году, Клидзейс работал в психиатрической клинике. Нахождение в тримде Клидзейс описывал как проживание трёх жизней: реальной жизни в американской среде, жизни латыша в тримде, и жизни потерянной родины. Так как большую часть своих произведений Клидзейс написал на латышском, а не на латгальском, его отношения со многими латгальскими авторами были прохладными, хотя в семье Клидзейс говорил только на латгальском.

### В конце жизни
В последние годы Клидзейс старался по возможности финансово поддерживать латышей которые просили о помощи. В тримде Клидзес три раза посещал Латвию, первый раз в 1978 году, когда Латвия ещё находилась в составе СССР, и в 1992 и 1993 году, уже после восстановления независимости. Во время всех визитов Клидзейс посещал свои родные места в Латгале. В 1994 году награждён Орденом Трёх звёзд. Янис Клидзейс умер 2 мая 2000 года после долгой борьбы с последствиями дорожного происшествия. Прах Яниса и Эмилли захоронен на кладбище Кантиниекской волости 31 июля 2008 года.

## Творчество
Янис Клидзейс — автор 24 книг, в том числе 10 романов, 12 сборников рассказов, 2 сборников эссе.
Основная тема его произведений — Латгалия, судьбы её людей, надежда на воскрешение родного края.
Только две книги автора были написаны в Латвии. Люди старшего поколения помнят Клидзейса по песням «Брунаците» («Кареглазка») и «Латгола» на его слова.
Дебютировал в 1931 году в выходящем на латгальском языке журнале «Саулейте» со стихотворением «История». Первый роман молодого автора «Jaunieši» был опубликован в 1939 году.
Популярность пришла к Янису Клидзейсу после выхода в 1991 году на экраны первого художественного фильма на латгальском языке «Дитя человеческое», снятого по его одноимённому роману, изданному в 1956 году. Как первый фильм на латгальском языке он занесён в Книгу рекордов Гиннесса, удостоен главного приза «Большой Кристап» в Латвии, Гран-при на международном фестивале в Сан-Ремо, приза зрительских симпатий на Московском кинофестивале «Вторая премьера», 2-го места на Международном фестивале детских фильмов в Чикаго, премии Ватикана.
В своей автобиографии Я. Клидзейс писал:

«Я — писатель. Социология — моё увлечение. Но, практикуя в психиатрической больнице, я прошёл второй университет. Эта практика мне дала вдохновение и материал для писательской работы. Нет, Я не врач. Я мог бы себя назвать врачом душ».— Из интервью Я. Клидзейса, 1992 г.
Целью творчества Яниса Клидзейса, как считают специалисты, было «поставить литературу Латгалии рядом с остальной латышской литературой, изобразить латыша Латгалии таким, каким он был в действительности, а не его карикатуру, как это делалось во многих работах латышских писателей…»

## Избранные произведения
- «Песнь перелётных птиц» (сборник рассказов)
- «Молодые» (роман) / Jaunieši (1942)
- Gōjputnu dzīsme (1943)
- Upe plyust (1945)
- Mīlētāji un nīdēji (1946)
- Cilvēki uz tilta (1948)
- Grēks uz pusēm (1951)
- Viņas un viņi (1954)
- Dženitors (1955)
- Cilvēka bērns (1956)
- Sniegi (1963)
- Dzīvīte, dzīvīte (1967)
- Debešu puse (1968)
- Tās balsis, tās balsis (1973)
- Ievainotā dzīve (1976)
- Dzīvīte, dzīvīte šūpojos tevī (1979)
- Laidiet, laidiet, laidiet! (1984)
- Satikšanās Rīgā (1989)
- Seši kalni (1991)
- Dāvātās dvēseles (1986)
- Bārenis (1995)
- Zilie kalni (1960)
- Pajumte (1948)
- Otrais mūsos (1957)
- Prezidents un Latvijas paaudze (1975)
- Neraudi, ja nepārnākšu (1990)
- Eņģelīši nav miruši (1993)
- Gribējās saullēkta (1995)

## Награды
- Орден Трёх звёзд
- лауреат многих литературных премий.